# Дорослий син
«Дорослий син» (рос. «Взрослый сын») — радянський художній фільм 1979 року, знятий на кіностудії «Мосфільм».

## Сюжет
Андрій закінчив школу із золотою медаллю і вступив до університету. В автобусі він випадково знайомиться з милою дівчиною Вірою, колишньою вихованкою дитбудинку, яка працює на фабриці. Романтичне захоплення швидко переростає в любов. Молоді люди весело проводять час на курорті, а коли повертаються, Віра дізнається, що вагітна. Андрій ділиться новиною з батьком, який заявляє, що ранній шлюб погубить кар'єру сина, і дає гроші на аборт. Мати Андрія, дізнавшись про бажання сина кинути Віру, називає того негідником. Це змушує Андрія багато про що задуматися, і він вирушає до Віри просити вибачення.

## У ролях
- Ольга Гудкова — Віра, вихованка дитбудинку, що працює на фабриці
- Євген Леонов-Гладишев — Андрій Шульгін
- В'ячеслав Єзепов — Шульгін Сергій, батько Андрія, психотерапевт
- Роза Макагонова — Шульгіна Марія Павлівна, мати Андрія, акторка дитячого театру
- Ірина Гошева — бабуся Андрія Шульгіна
- Тетяна Божок — Кіра, подруга Віри
- Олена Глєбова — Женя, подруга Віри в гуртожитку
- Наталія Бондарчук — Надія Борисівна, пацієнтка психотерапевта Шульгіна
- Людмила Шагалова — Катерина Іванівна Коврова, відпочивальниця в Криму
- Ніна Тер-Осіпян — господиня будинку в Криму
- Нонна Терентьєва — Олена, відпочивальниця в Криму
- Валентин Брилєєв — Микола Хомич Ковров, відпочивальник в Криму
- Олена Циплакова — Агнія, сусідка по гуртожитку
- Олександр Шульга — син Олени, близнюк
- Олег Шульга — син Олени, близнюк
- Вадим Александров — режисер дитячого театру
- Віктор Лазарев — епізод
- Віталій Леонов — епізод
- Людмила Маркелов — шкодлива пасажирка
- Людмила Фірсова — епізод
- Олександра Харитонова — кондукторка
- Світлана Жданович — епізод

## Знімальна група
- Режисер — Олександр Панкратов-Чорний
- Сценаристка — Ганна Слуцкі
- Оператори — Тимофій Лебешев, Віталій Абрамов
- Композитор — Марк Мінков
- Художник — Іван Пластинкін